# Arothron hispidus

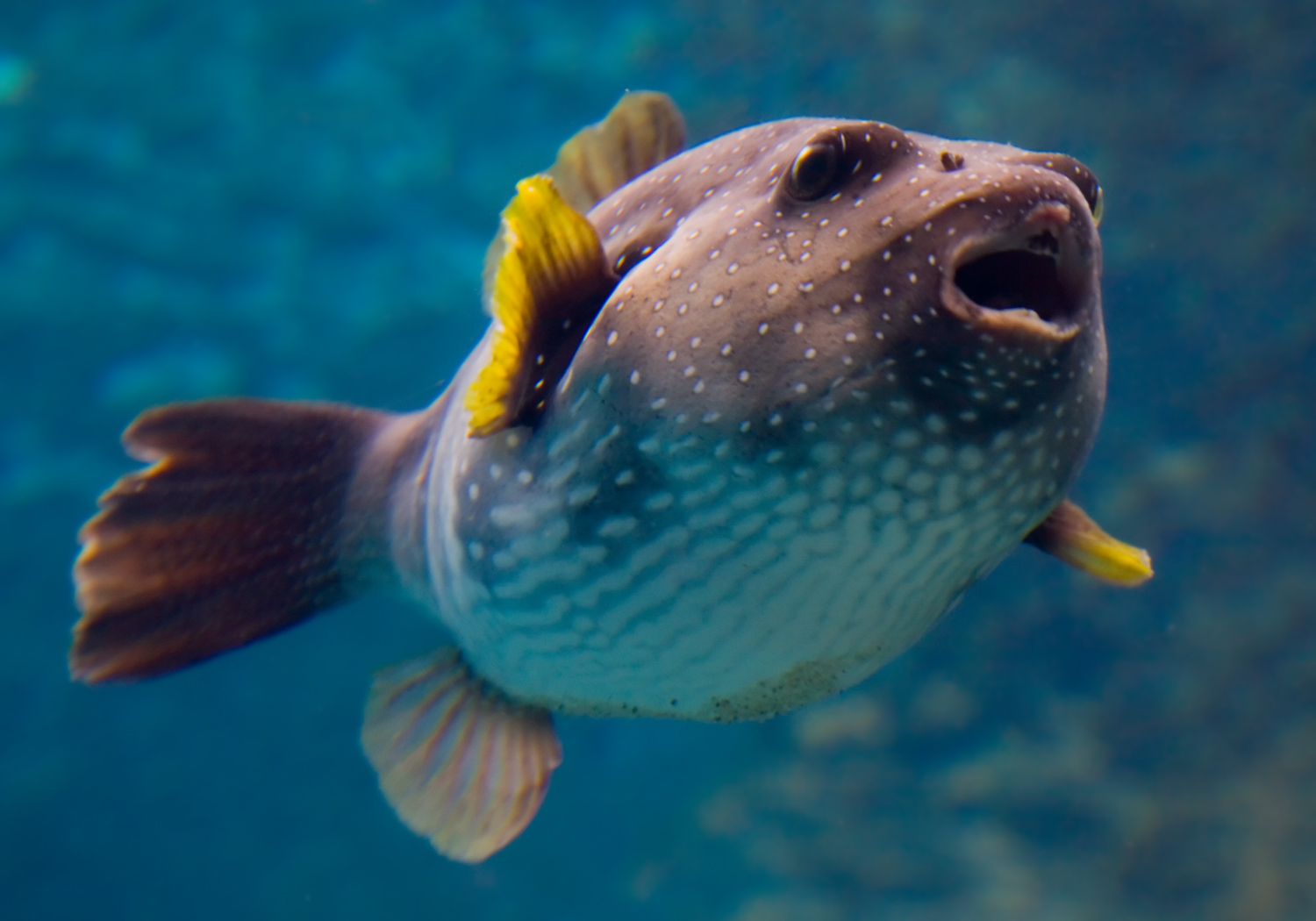
Arothron hispidus a l'aquàrium Churaumi d'Okinawa

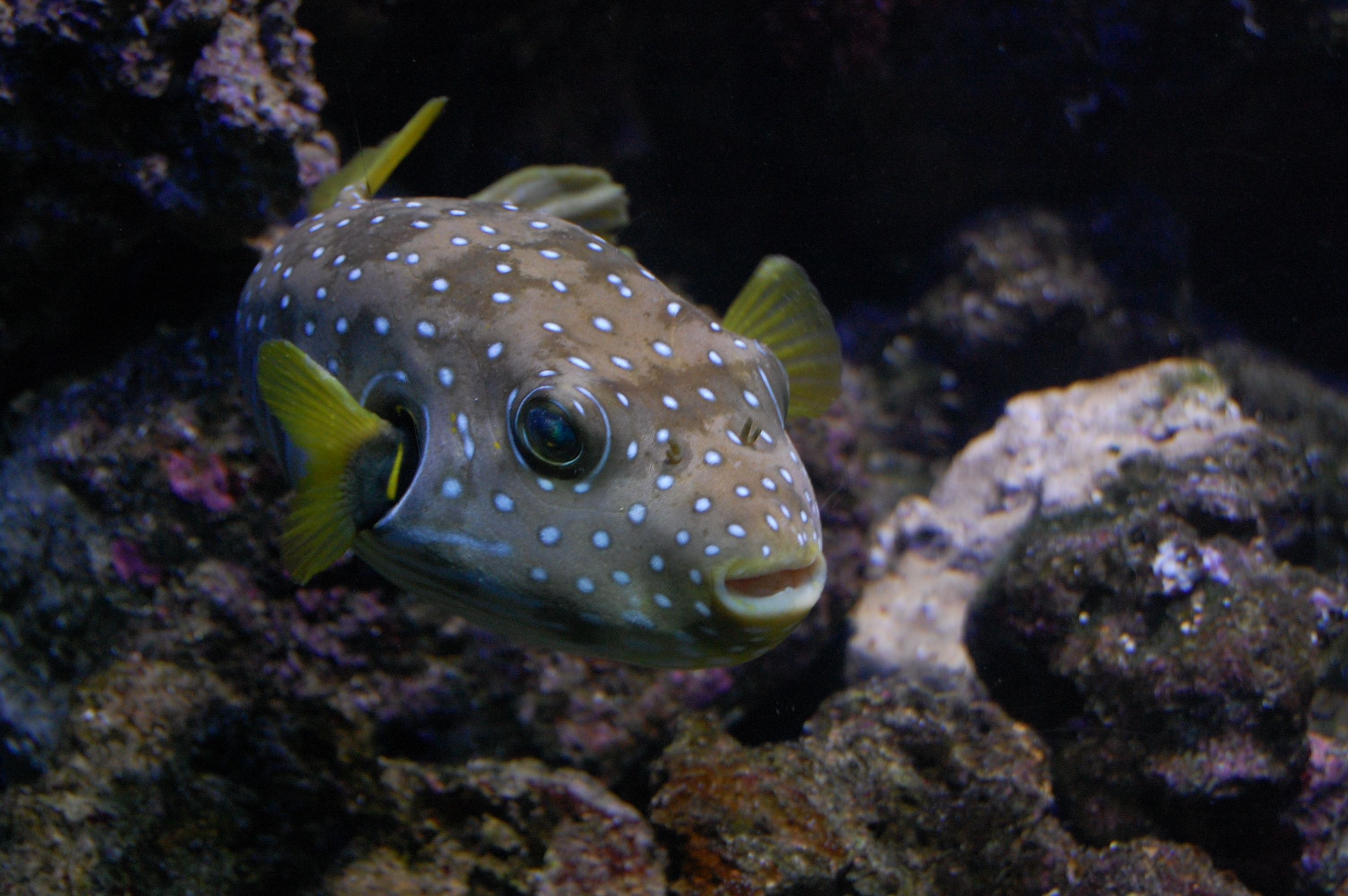
Arothron hispidus

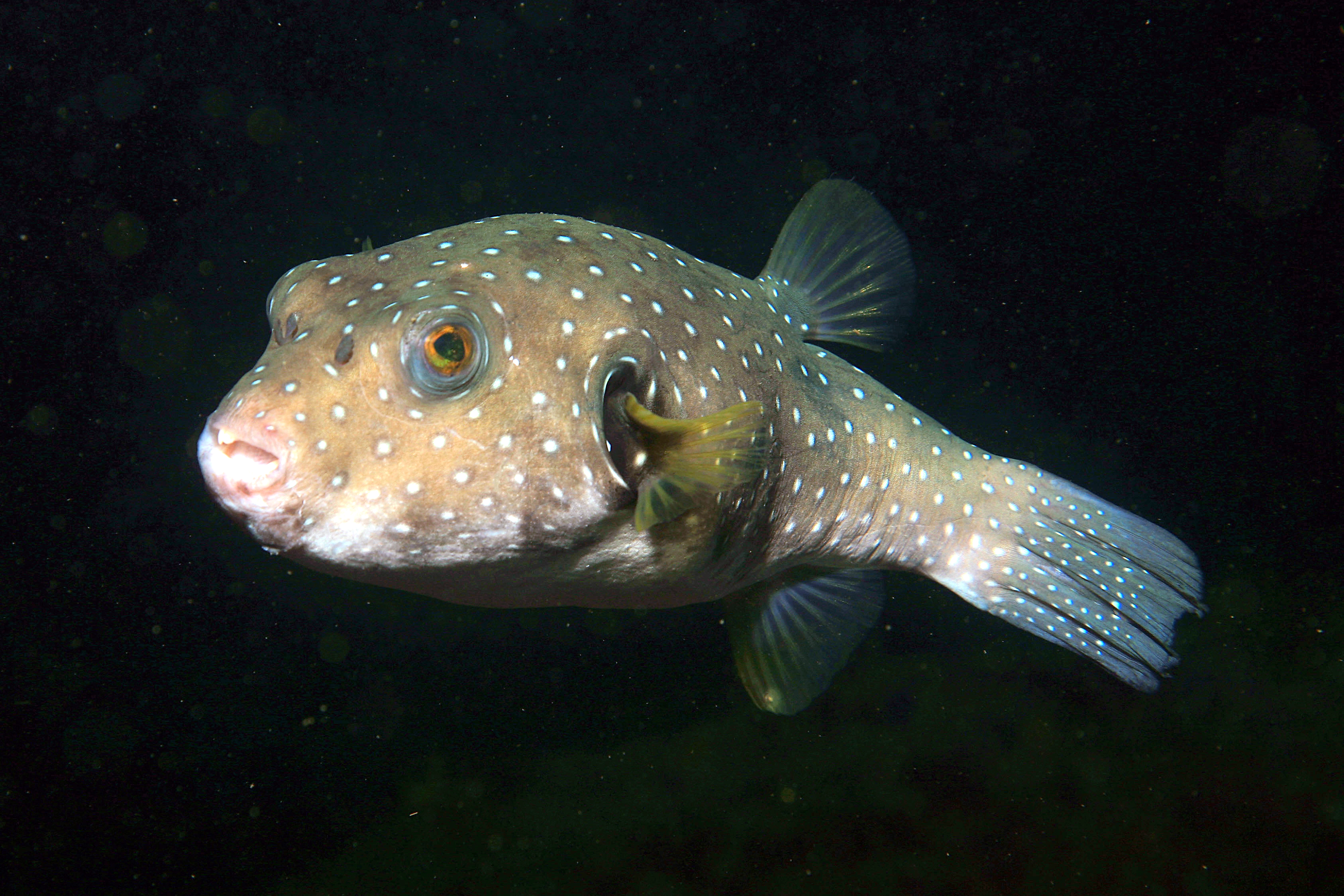
Un exemplar fotografiat al Carib

Arothron hispidus és una espècie de peix de la família dels tetraodòntids i de l'ordre dels tetraodontiformes.

## Morfologia
- Els mascles poden assolir 50 cm de longitud total[1] i 2.010 g de pes.[2][3]

## Alimentació
Menja algues, detritus, mol·luscs, tunicats, esponges de mar, coralls, anemones, crancs, cucs i equinoderms.

## Hàbitat
És un peix de clima tropical i associat als esculls de corall que viu entre 3-50 m de fondària.

## Distribució geogràfica
Es troba des del Mar Roig i l'Àfrica oriental fins a Panamà, el sud del Japó i les Hawaii. També és present des de la Baixa Califòrnia i el Golf de Califòrnia fins a Panamà.

## Observacions
No es pot menjar, ja que és verinós per als humans.